# Stazione di Genova Nervi
Stazione di Genova Nervi vasútállomás Olaszországban, Genova településen.

## Vasútvonalak
Az állomást az alábbi vasútvonalak érintik:
- Pisa–La Spezia–Genova-vasútvonal

## Kapcsolódó állomások
A vasútállomáshoz az alábbi állomások vannak a legközelebb:
- Genova Via Cattaneo railway stop
- Stazione di Genova Sant'Ilario